# Список кардиналов, возведённых папой римским Пием VI

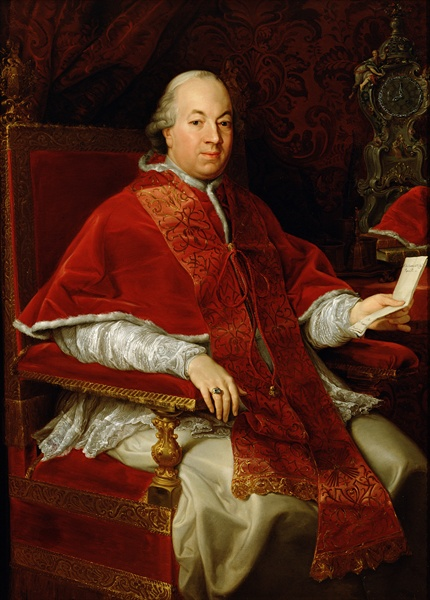
Папа Пий VI

Кардиналы, возведённые Папой римским Пием VI — 73 прелата и клирика были возведены в сан кардинала на двадцати трёх Консисториях за двадцать четыре с половиной года понтификата Пия VI.
Самой крупной консисторией была Консистория от 14 февраля 1785 года, на которой было возведено четырнадцать кардиналов.

## Консистория от 24 апреля 1775 года
- Леонардо Антонелли, асессор Верховной Священной Конгрегации Римской и Вселенской Инквизиции (Папская область);
- Бернардино де Векки, декан клириков Апостольской Палаты и префект Анноны (Папская область).

## Консистория от 29 мая 1775 года
- Джованни Карло Банди, епископ Имолы, дядя Его Святейшества (Папская область).

## Консистория от 17 июля 1775 года
- Франческо Мария Бандити, Theat., архиепископ Беневенто (Неаполитанское королевство);
- Иньяцио Бонкомпаньи-Людовизи, про-легат в Болоньи, референдарий Трибуналов Апостольской Сигнатуры Справедливости и Милости (Папская область).

## Консистория от 13 ноября 1775 года
- Жуан Томас де Бушадорс, O.P., генеральный магистр ордена проповедников (Папская область).

## Консистория от 15 апреля 1776 года
- Луиджи Валенти Гонзага, титулярный архиепископ Кесарии, апостольский нунций в Испании (Папская область);
- Джованни Аркинто, титулярный архиепископ Филипп, префект Апостольского дворца (Папская область).

## Консистория от 20 мая 1776 года
- Гвидо Кальканьини, епископ Озимо и Чинголи, префект Папского Дома (Папская область);
- Анджело Мария Дурини, титулярный архиепископ Анкиры, президент Авиньона (Папская область).

## Консистория от 23 июня 1777 года
- Бернардино Онорати, титулярный архиепископ Сида, секретарь Священной Конгрегации по делам епископов и монашествующих (Папская область);
- Маркантонио Марколини, титулярный архиепископ Фессалоник, президент Урбино (Папская область);
- Гульельмо Паллотта, генеральный казначей Апостольской Палаты (Папская область);
- Грегорио Сальвиати, генеральный аудитор Апостольской Палаты (Папская область);
- Андреа Джоаннетти, O.S.B.Cam., архиепископ Болоньи (Папская область);
- Гиацинт Сигизмунд Гердиль, C.R.S.P., титулярный епископ Дивона, советник Верховной Священной Конгрегации Римской и Вселенской Инквизиции (Папская область);
- Джованни Оттавио Манчифорте Сперелли, титулярный архиепископ Теодозии, префект Апостольского дворца (Папская область);
- Винченцо Мария Альтьери, префект Папского Дома (Папская область).

## Консистория от 1 июня 1778 года
- Франсиско Хавьер Дельгадо Бенегас, патриарх Западной Индии, архиепископ Севильи (Испания);
- Доминик де Ларошфуко, архиепископ Руана и примас Нормандии (Франция);
- Иоганн Генрих фон Франкенберг, архиепископ Мехелена и примас Бельгии (Австрийские Нидерланды);
- Йожеф Баттьяни, архиепископ Эстергома и примас Венгрии (королевство Венгрия);
- Томмазо Мария Гилини, титулярный архиепископ Родоса, секретарь Священной Конгрегации Священной Консульты (Папская область);
- Карло Джузеппе Филиппа делла Мартиниана, епископ Сен-Жан-де-Морьена (Сардинское королевство);
- Луи-Рене-Эдуар де Роган-Гемене, титулярный епископ Канопы, коадъютор, с правом наследования, Страсбурга (Франция);
- Фернанду де Соуза-и-Силва, primarius principalis и капитулярный викарий Лиссабона (Португалия);
- Джованни Корнаро, губернатор Рима и вице-камерленго Святой Римской Церкви (Папская область);
- Ромоальдо Гвиди, генеральный наставник коммендатарии апостольского архигоспиталя Святого Духа в Сассьи (Папская область).

## Консистория от 12 июля 1779 года
- Франтишек де Паула Хрзан-з-Харасова, аудитор Трибунала Священной Римской Роты (Папская область);
- Алессандро Маттеи, архиепископ Феррары (Папская область).

## Консистория от 11 декабря 1780 года
- Паоло Франческо Антамори, асессор Верховной Священной Конгрегации Римской и Вселенской Инквизиции, избранный епископ Орвьето (Папская область).

## Консистория от 16 декабря 1782 года
- Джузеппе Мария Капече Дзурло, Theat., епископ Кальви (Неаполитанское королевство);
- Раньеро Финоккьетти, генеральный аудитор Апостольской Палаты (Папская область).

## Консистория от 20 сентября 1784 года
- Джованни Андреа Аркетти, титулярный архиепископ Халкидона (Папская область).

## Консистория от 14 февраля 1785 года
- Джузеппе Гарампи, архиепископ-епископ Монтефьясконе и Корнето, апостольский нунций в Австрии (Папская область);
- Джузеппе Мария Дориа Памфили, титулярный архиепископ Селевкии Исаврийской, апостольский нунций во Франции (Папская область);
- Винченцо Рануцци, архиепископ-епископ Анконы, апостольский нунций в Португалии (Папская область);
- Карло Беллизоми, титулярный архиепископ Тианы (Папская область);
- Никола Колонна ди Стильяно, титулярный архиепископ Севастии, апостольский нунций в Испании (Папская область);
- Грегорио Барнаба Кьярамонти, O.S.B.Cas., епископ Имолы (Папская область);
- Муцио Галло, секретарь Священной Конгрегации Священной Консульты, избранный епископ Витербо (Папская область);
- Джованни Де Грегорио, генеральный аудитор дел Апостольской Палаты (Папская область);
- Джованни Мария Риминальди, декан аудиторов Трибунала Священной Римской Роты (Папская область);
- Паоло Массеи, декан клириков Апостольской Палаты (Папская область);
- Франческо Каррара, секретарь Священной Конгрегации Тридентского собора (Папская область);
- Фердинандо Спинелли, губернатор Рима и вице-камерленго Святой Римской Церкви (Папская область);
- Антонио Дориа Памфили, апостольский протонотарий, префект Папского Дома (Папская область);
- Карло Ливидзани Форни, президент Урбино (Папская область).

## Консистория от 18 декабря 1786 года
- Ромоальдо Браски-Онести, префект Апостольского дворца, апостольский протонотарий, племянник Папы Пия VI (Папская область).

## Консистория от 29 января 1787 года
- Филиппо Карандини, секретарь Священной Конгрегации Тридентского собора (Папская область).

## Консистория от 7 апреля 1788 года
- Жозе Франсишку Мигел Антониу де Мендонса Валдерейш, патриарх Лиссабона (Португалия);

## Консистория от 15 декабря 1788 года
- Этьенн Шарль де Ломени де Бриенн, архиепископ Санса (Франция).

## Консистория от 30 марта 1789 года
- Антонио Сентменат-и-Кастелья, патриарх Западной Индии (Испания);
- Франсиско Антонио де Лоренсана-и-Бутрон, архиепископ Толедо (Испания);
- Иньяцио Буска, титулярный архиепископ Эмесы, губернатор Рима и вице-камерленго Святой Римской Церкви (Папская область);
- Витторио Мария Бальдассаре Гаэтано Коста д’Ариньяно, архиепископ Турина (Сардинское королевство);
- Луи-Жозеф де Монморанси-Лаваль, епископ Меца (Франция)
- Йозеф Франц Антон фон Ауэршперг, князь-епископ Пассау (Пассауское епископство);
- Стефан Борджиа, апостольский протонотарий, секретарь Священной Конгрегации Пропаганды Веры (Папская область);
- Томмазо Античи (Папская область);
- Филиппо Кампанелли, апостольский протонотарий, аудитор Его Святейшества (Папская область).

## Консистория от 3 августа 1789 года
- Людовико Фланджини Джованелли, аудитор Трибунала Священной Римской Роты (Папская область).

## Консистория от 26 сентября 1791 года
- Фабрицио Руффо, генеральный казначей Апостольской Палаты (Папская область).

## Консистория от 18 июня 1792 года
- Джованни Баттиста Капрара, титулярный архиепископ Иконии, апостольский нунций в Венгрии и Богемии (Папская область).

## Консистория от 21 февраля 1794 года
- Антонио Дуньяни, титулярный архиепископ Родоса (Папская область);
- Ипполито Антонио Винченти Марери, титулярный архиепископ Коринфа, апостольский нунций в Испании (Папская область);
- Жан-Сифрен Мори, архиепископ-епископ Монтефьясконе и Корнето (Папская область);
- Джованни Баттиста Бусси де Претис, декан Апостольской Палаты, избранный епископ Йези (Папская область);
- Франческо Мария Пиньятелли младший, апостольский протонотарий, префект Папского Дома (Папская область);
- Аурелио Роверелла, апостольский протонотарий (Папская область);
- Джованни Ринуччини, губернатор Рима и вице-камерленго Святой Римской Церкви (Папская область);
- Филиппо Ланчеллотти, апостольский протонотарий, префект Апостольского дворца (Папская область).

## Консистория от 1 июня 1795 года
- Джулио Мария делла Сомалья, титулярный латинский патриарх Антиохийский, секретарь Священной Конгрегации по делам епископов и монашествующих (Папская область).